# Fricsay Ferenc
Fricsay Ferenc, Fricsay Ferenc Károly (Budapest, 1914. augusztus 9. – Bázel, 1963. február 20.), magyar karmester.

## Pályafutása
Fricsay Richárd Alajos karmester és Lengyel Borbála fiaként született. A Zeneakadémián tanult, többek között Bartók Bélától, Kodály Zoltántól, Weiner Leótól és Dohnányi Ernőtől.
Gyermekkorától kezdve rendszeresen fellépett. Hivatásos pályafutását – apja utódaként – a m. kir. 9. Hunyadi János gyalogezred zenekarának karmestereként Szegeden kezdte 1934-ben, honvéd segédkarmesteri rendfokozattal (X. rangosztály). 1935-ben a Szegedi Filharmonikus Egyesület zenekarának (ma: Szegedi Szimfonikus Zenekar) karmesterévé nevezték ki, 1936 és 1939 között előadásokat dirigált a Városi Színházban (ma: Szegedi Nemzeti Színház) és a Szegedi Szabadtéri Játékokon. 1938. március 27-én Szeged kötött házasságot Telbisz Márta orvostanhallgatóval. 1940. szeptember 1-el honvéd karmesterré (IX. rangosztály) , majd 1943. május 1-el honvéd főkarmesterré (VIII. rangosztály) léptették elő. Katonai szolgálata során megkapta az Erdélyi Emlékérmet. 1944-ben, a  német megszállás alatt bujkálni kényszerült, majd a háború után Budapesten folytatta pályafutását.
1945. október 1-el saját kérelmére szolgálaton kívüli viszonyba helyezték.
A nemzetközi hírnevet Gottfried van Einem Danton halála című művének bemutatása hozta meg neki, az 1947-es Salzburgi Ünnepi Játékokon. 1948 és 1952 között a berlini Deutsche Oper, illetve a RIAS szimfonikus zenekar (kezdetben az amerikai szektor zenekara, később a berlini rádiózenekar) vezető karmestere, 1954-1955-ben a Houstoni Szimfonikusok vezetője, 1956 és 1958 között a müncheni Staatsoperben dolgozik, majd 1960-tól ismét Berlinben.
Utolsó koncertjét 1961. december 7-én adta, Londonban. 1963. február 20-án rákban hunyt el, Bázelban.

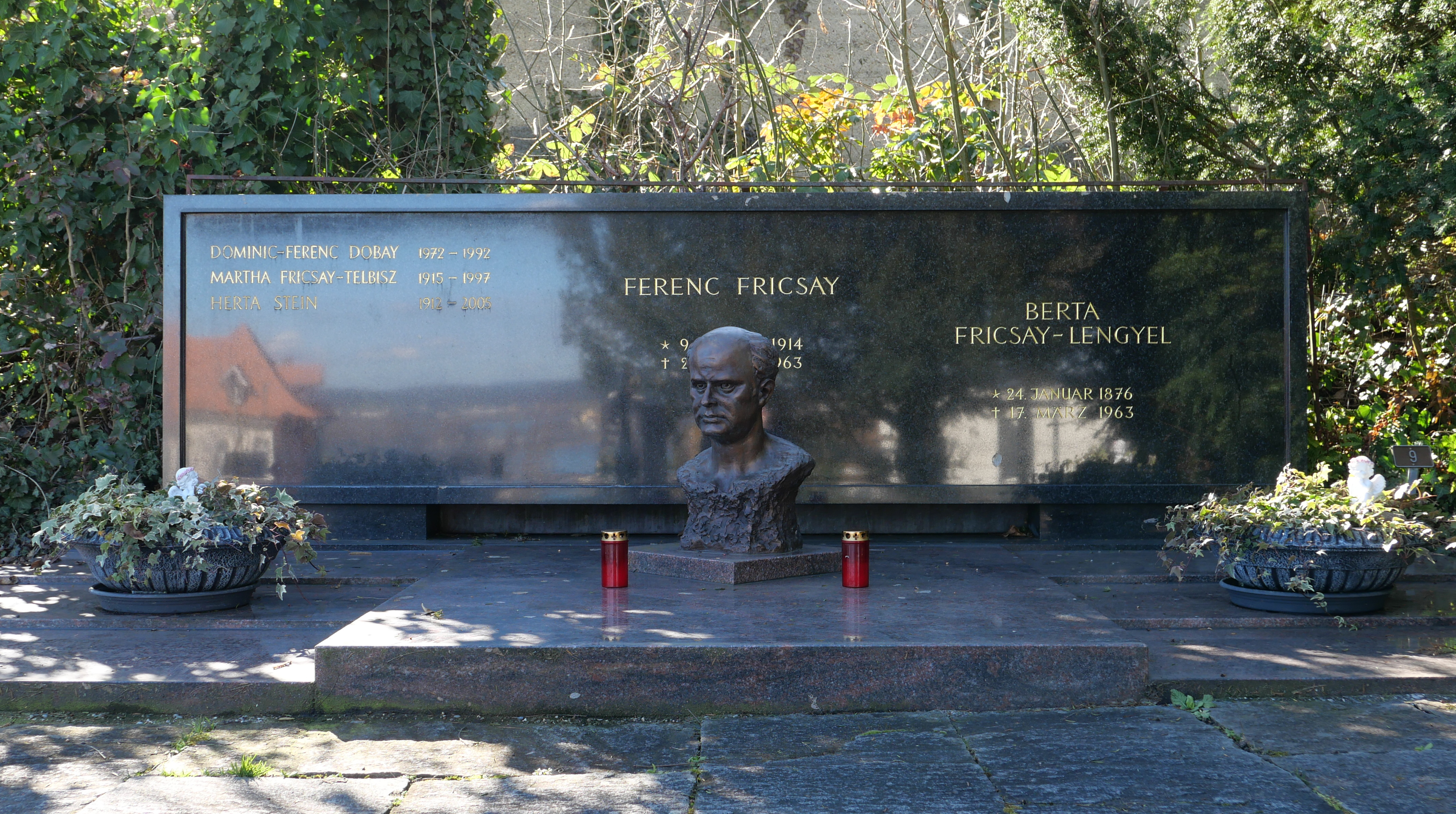
A 2024-es sír Fricsay mellszobra és a Bodeni-tó tükröződik a sírkövön.

Fricsay a svájci Thurgau kantonban található Ermatingen temetőjében talált végső nyughelyére, ahol a család 1952-ben telepedett le. Édesanyja, Berta, született Lengyel (1876-1963), alig egy hónappal Fricsay után halt meg, és ugyanitt temették el. sír. Ugyanezen a helyen temették el unokáját Dobay Dominic-Ferenc (1972-1992), első felesége Fricsay-Telbisz Márta (1915-1997) és Herta Stein (1912-2005). A sírt 2015-ben az önkormányzat emlékművé nyilvánította, amely védve van a feloszlatástól.
Az 50-es évektől haláláig készített felvételeket, a Deutsche Grammophon lemezcégnek. Lemezre vette Mozart nagyoperáit, számos Beethoven-művet, valamint Bartók-darabokat. A felvételeket a mai napig rendszeresen újra kiadják; a DG a centenárium alkalmából 45 CD-t tartalmazó díszkiadást jelentetett meg.

## Emlékezete
Egykori szegedi lakóházát a jelenleg helyén álló épület (Dózsa György u. 10.) falán bronz emléktábla jelöli, nevét viseli a Szegedi Tudományegyetem Zeneművészeti Karának hangversenyterme, ahol bronz mellszobra is található, valamint a Szegedi Szimfonikus Zenekar koncertbérleteinek egyik sorozata és 2000 óta a városi fúvószenekar.
Születésének 100. évfordulójára budapesti lakóházának falán (II. ker., Júlia utca 4.) a Nemzeti Filharmonikus Zenekar emléktáblát állíttatott, melyet 2014. július 30-án avattak fel. A centenárium alkalmából rendezett szegedi eseménysorozatban a Szegedi Szimfonikus Zenekar két hangversenyt adott: a dómban okt. 23-án bemutatták Fricsay C-dúr miséjét, másnap a Szegedi Nemzeti Színházban rendezett szimfonikus koncerten Drámai nyitányát és a karmesteri munkásságában kitüntetett jelentőségű három szerző, Mozart, Bartók és Kodály egy-egy művét adták elő. Az okt. 24-i koncert előtt a színház előcsarnokában felavatták emléktábláját, melyet Tóth Sándor plakettje ékesít. Ugyanez a plakett elhelyezésre került a szeged-tarjánvárosi Szt. Gellért-templom bronzkapuján is. A Magyar Állami Operaház Fricsay 100 Minifesztiválján kiállítást rendezett, emlék-előadást tartott és könyvet jelentett meg Akit a zene éltetett címmel. A Magyar Állami Operaház 2021-ben átadott Eiffel Műhelyházában létesült az ország legnagyobb méretű és legkorszerűbb, nagyzenekari felvételek készítésére kiválóan alkalmas hangstúdiója, mely a Fricsay Ferenc Stúdió nevet kapta.